# Dżoni Checuriani
Dżoni Checuriani (gruz. ჯონი ხეცურიანი; ur. 20 marca 1998) – gruziński zapaśnik startujący w stylu klasycznym. Zajął piąte miejsce na mistrzostwach świata w 2022. Srebrny medalista mistrzostw Europy w 2023 i brązowy w 2025. Trzeci w Pucharze Świata w 2022 roku. 
Wicemistrz Europy juniorów w 2018. Mistrz świata kadetów w 2014 i drugi w 2015; trzeci na ME w 2015 roku.